# عبد الهادي المحارمة
عبد الهادي المحارمة (15 سبتمبر 1983-)، لاعب كرة قدم أردني يلعب كمهاجم في دوري الدرجة الأولى الأردني لكرة القدم. لعب لصالح النادي الفيصلي سابقًا، ويلعب حاليًا مع ناديه الأم سحاب الأردني. سجل العديد من الاهداف الحاسمة على مستوى النادي والمنتخب وخصوصًا في بطولة كأس الاتحاد الآسيوي،.

## روابط خارجية
- عبد الهادي المحارمة على موقع ناشيونال فوتبول تيمز (الإنجليزية)
- عبد الهادي المحارمة على موقع Soccerway.com (الإنجليزية)
- عبد الهادي المحارمة على موقع كووورة